# Crutzenkirche

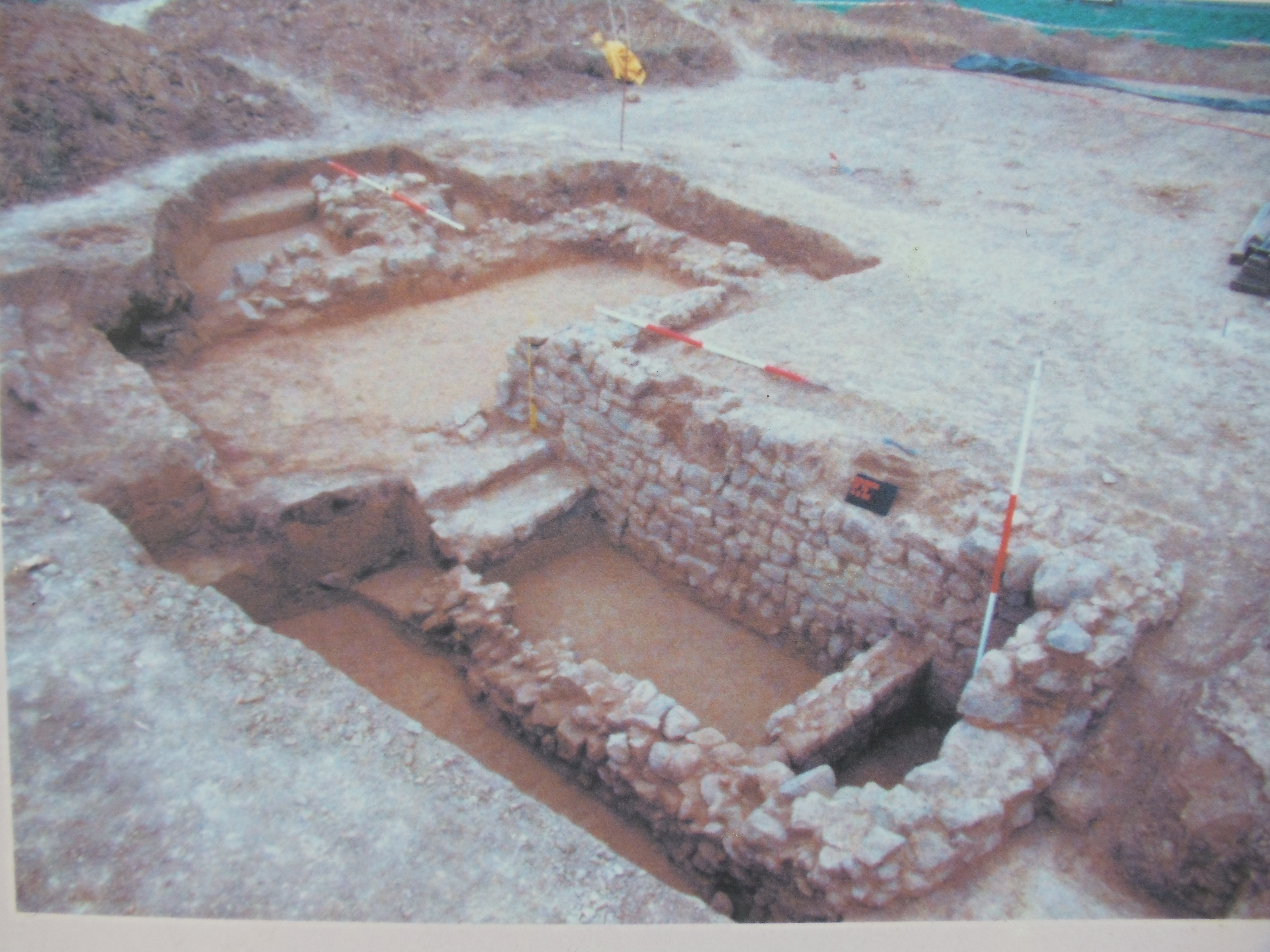
Reste der Crutzenkirche in Kalbach bei Frankfurt nach den Ausgrabungen 1983–1985

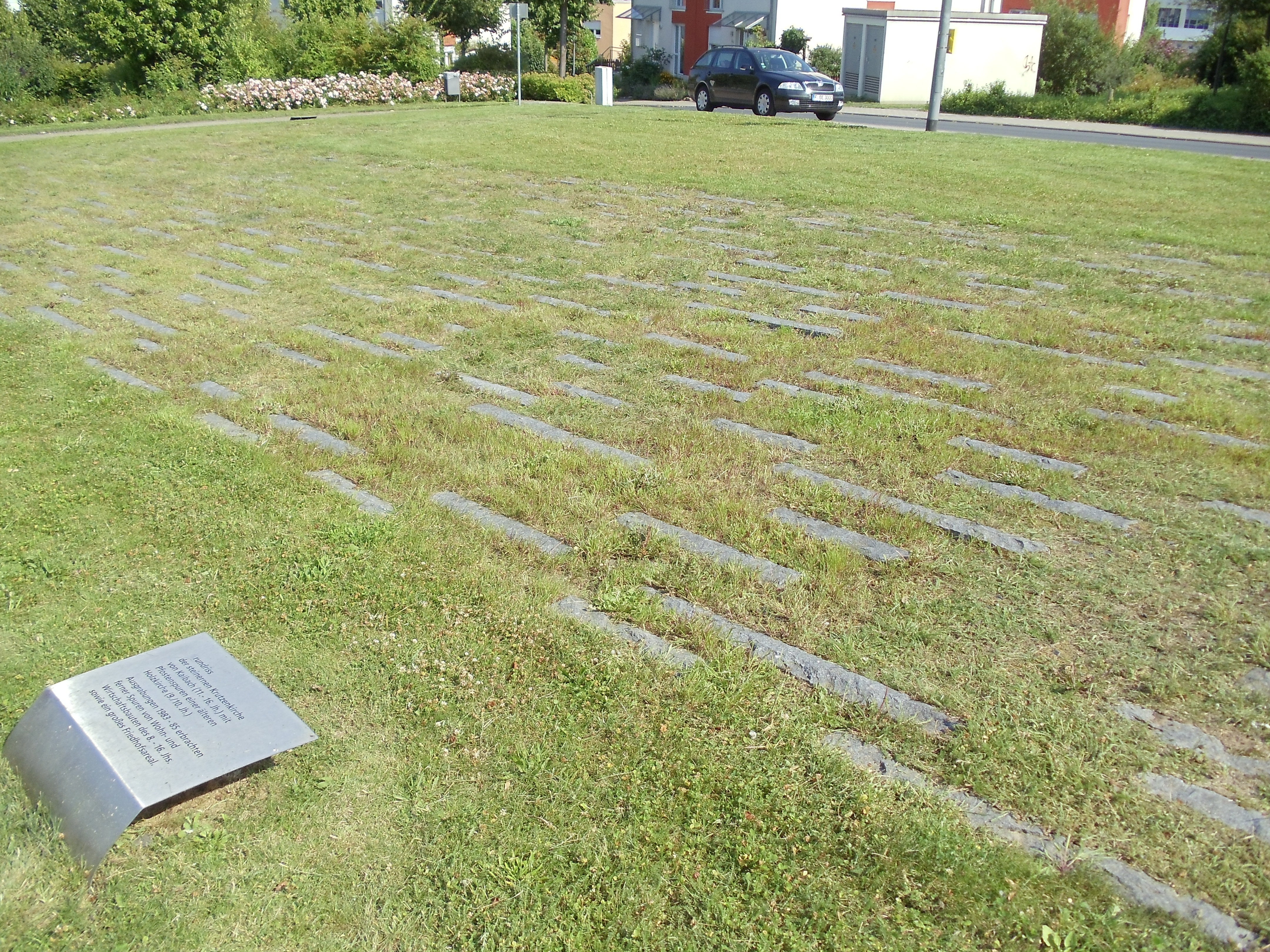
Pflastermarkierter Grundriss der Crutzenkirche (2012) mit Hinweistafel

Die Crutzenkirche (lateinisch ecclesia ad crucem, deutsch Kreuzkirche) ist eine ehemalige Kirche in der Wüstung Crutzen im Frankfurter Stadtteil Kalbach-Riedberg.

## Geschichte
Die Kirche wurde auf einem Rastplatz des Leichenzuges des Bonifatius von Mainz zu seiner Wunschruhestätte Fulda errichtet. Urkundlich wurde die Crutzenkirche erstmals im Jahr 1256 erwähnt. Die Kirche diente als Pfarrkirche und Grablege für Bonames, Kalbach, Niederstedten und Weißkirchen. Im Zuge der Reformation wurde die Kirche aufgegeben und verfiel.
Im Jahr 1983 konnte durch Luftaufnahmen des damals noch unbebauten Geländes der Ort die Crutzenkirche lokalisiert werden. Grundrisse aus Stein wurden identifiziert. Ausgrabungen in den Jahren 1983 bis 1985 legten Überreste eines älteren hölzernen Kirchenbaus aus karolingischer Zeit frei, zahlreiche Gräber sowie einen Silberdenar aus der Zeit Ludwigs des Frommen, was vermuten lässt, dass dieser Ort zeitweise ein Pilgerort gewesen ist.
Die Errichtung der karolingischen und der späteren Kirche wurden vom Benediktinerkloster Fulda vorgenommen. Zur Kirche gehörten einige Wohnungen und Nutzbauten. Die Anlage bildete ein kleines Tochterkloster von Fulda mit wenigen Mönchen.
Der Grundriss der Kirche ist heute anhand einer Pflasterung gekennzeichnet. Einige hundert Meter von der Crutzenkirche entfernt befindet sich der Bonifatiusbrunnen, eine Zwischenstation auf der Bonifatius-Route von Mainz nach Fulda.
In Anlehnung an die historische Kirche erhielt die 1962 errichtete Pfarrkirche von Weißkirchen den Namen St. Crutzen.